# Гидропарк (станция метро)
«Гидропа́рк» (укр. «Гідропа́рк»,  (слушать)о файле) — станция Киевского метрополитена. Находится в Днепровском районе. Расположена на Святошинско-Броварской линии, между станциями «Днепр» и «Левобережная».

## История
Открыта 5 ноября 1965 года. Пассажиропоток — 7,8 тыс. чел/сутки.
Станция «Гидропарк» является единственной станцией киевского метро, к которой не подходит общественный транспорт.
С 24 февраля 2022 года по 25 марта 2023 года станция была закрыта из-за вторжения России в Украину.

## Описание
Расположена на Венецианском острове в северной части парка культуры и отдыха «Гидропарк». Открытие станции было согласовано по времени с открытием первой очереди зоны отдыха.
Станция наземная открытая с 1 островной и 1 боковой платформами. Островная платформа прикрыта навесом, опирающимся на колонны, расположенные по центру платформы. Боковая платформа была построена в 1973 году на первом пути (в направлении следования поездов к станции «Левобережная») и использовалась в летний период до 1987 года — до постройки второго выхода.
Имеет два выхода, соединённых с подземными переходами под линией метро. Второй выход был построен без закрытия движения поездов и открыт 30 декабря 1987 года, сейчас используется только в летний период.

## Оформление
Оформление станции идентично «Левобережной» и «Дарнице», станцию отличает только использование в отделке зелёной плитки. Западный выход оформлен панно на тему отдыха киевлян.

## Режим работы
Открытие — 5:10, закрытие — 0:10
Отправление первого поезда в направлении:
- ст. «Лесная» — 6:06
- ст. «Академгородок» — 5:44

Отправление последнего поезда в направлении:
- ст. «Лесная» — 0:34
- ст. «Академгородок» — 0:14

## Изображения

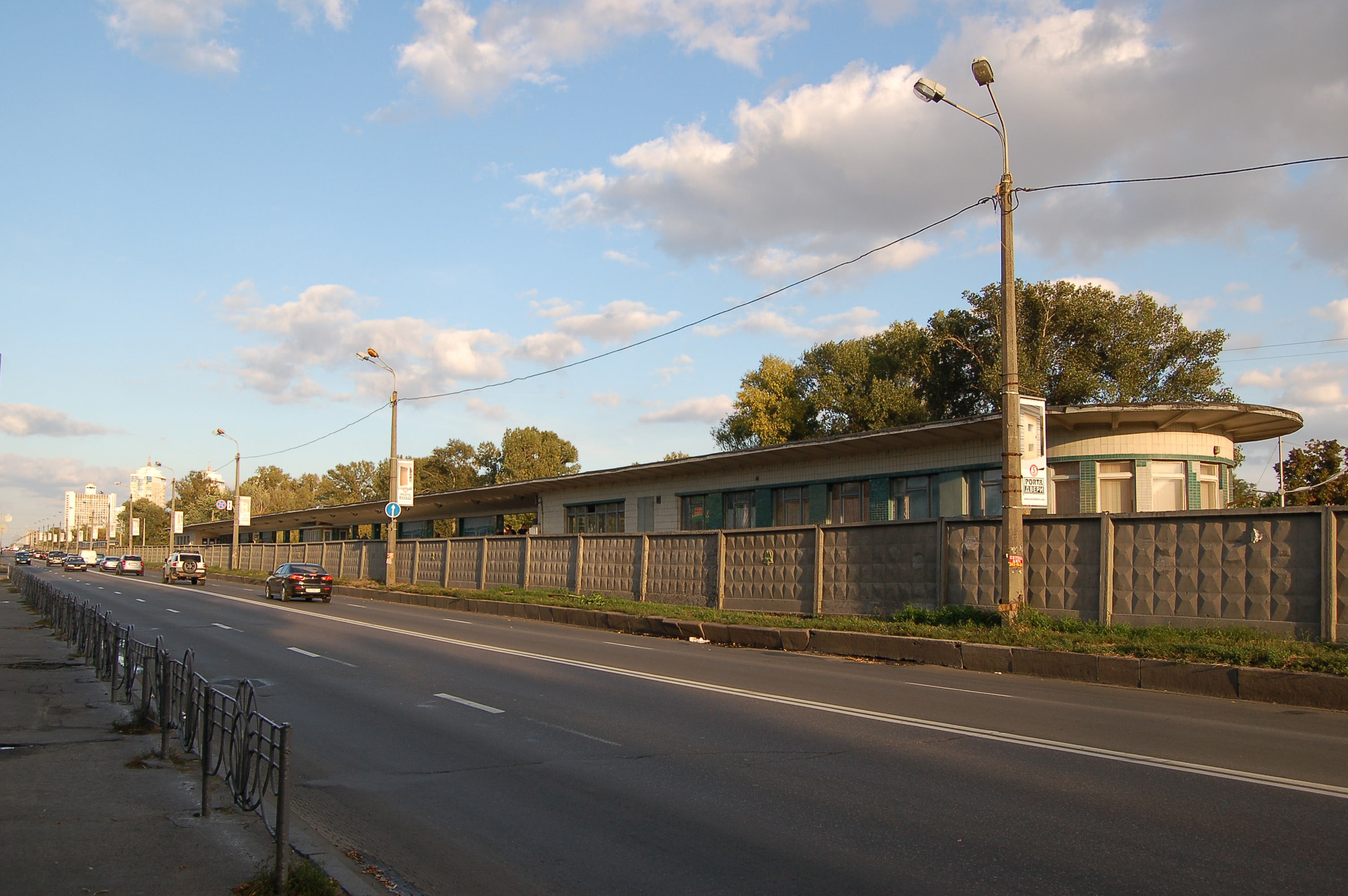
Вид на станцию с северной стороны Броварского проспекта
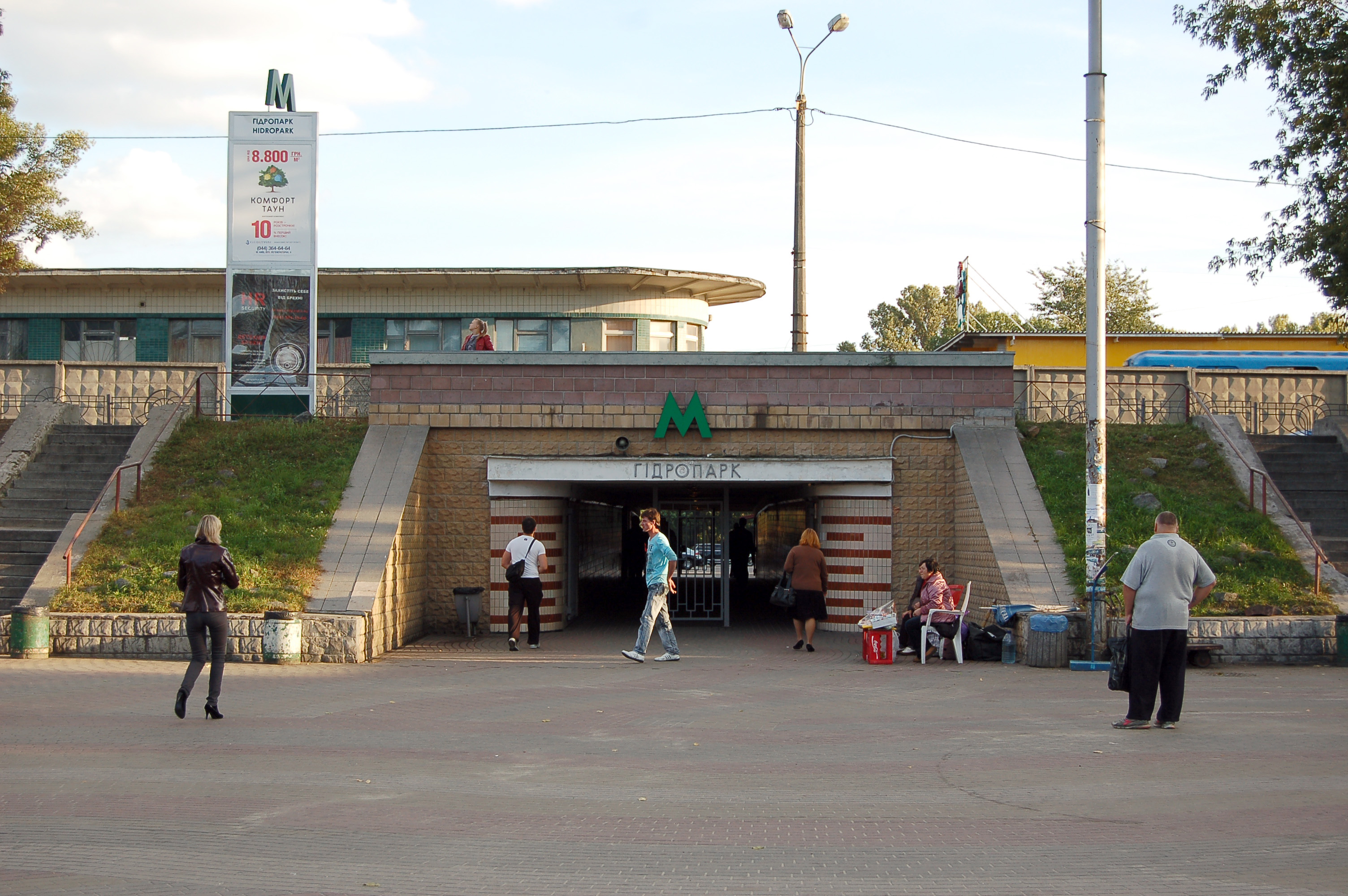
Северо-западный вход на станцию
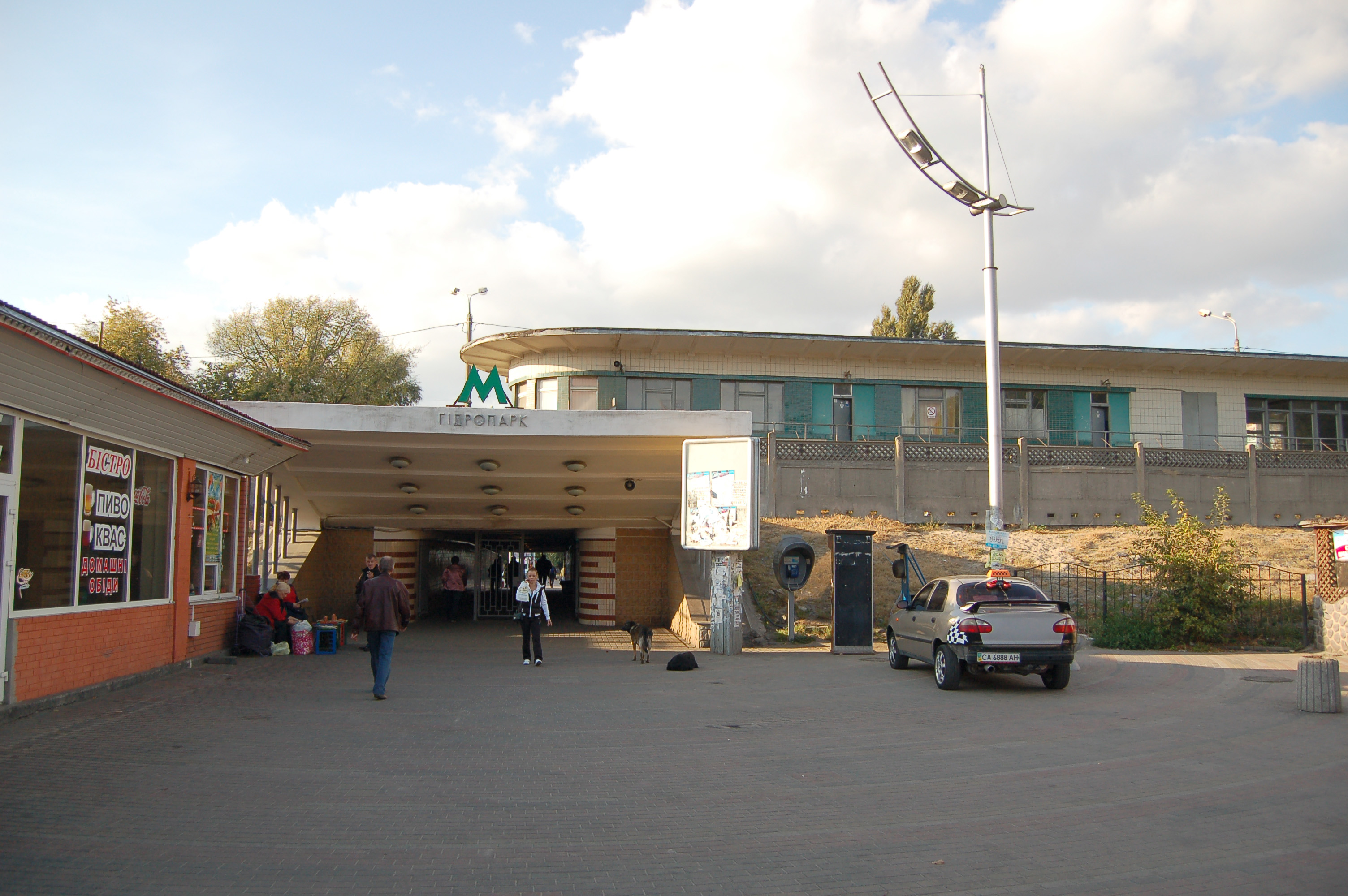
Юго-западный вход на станцию
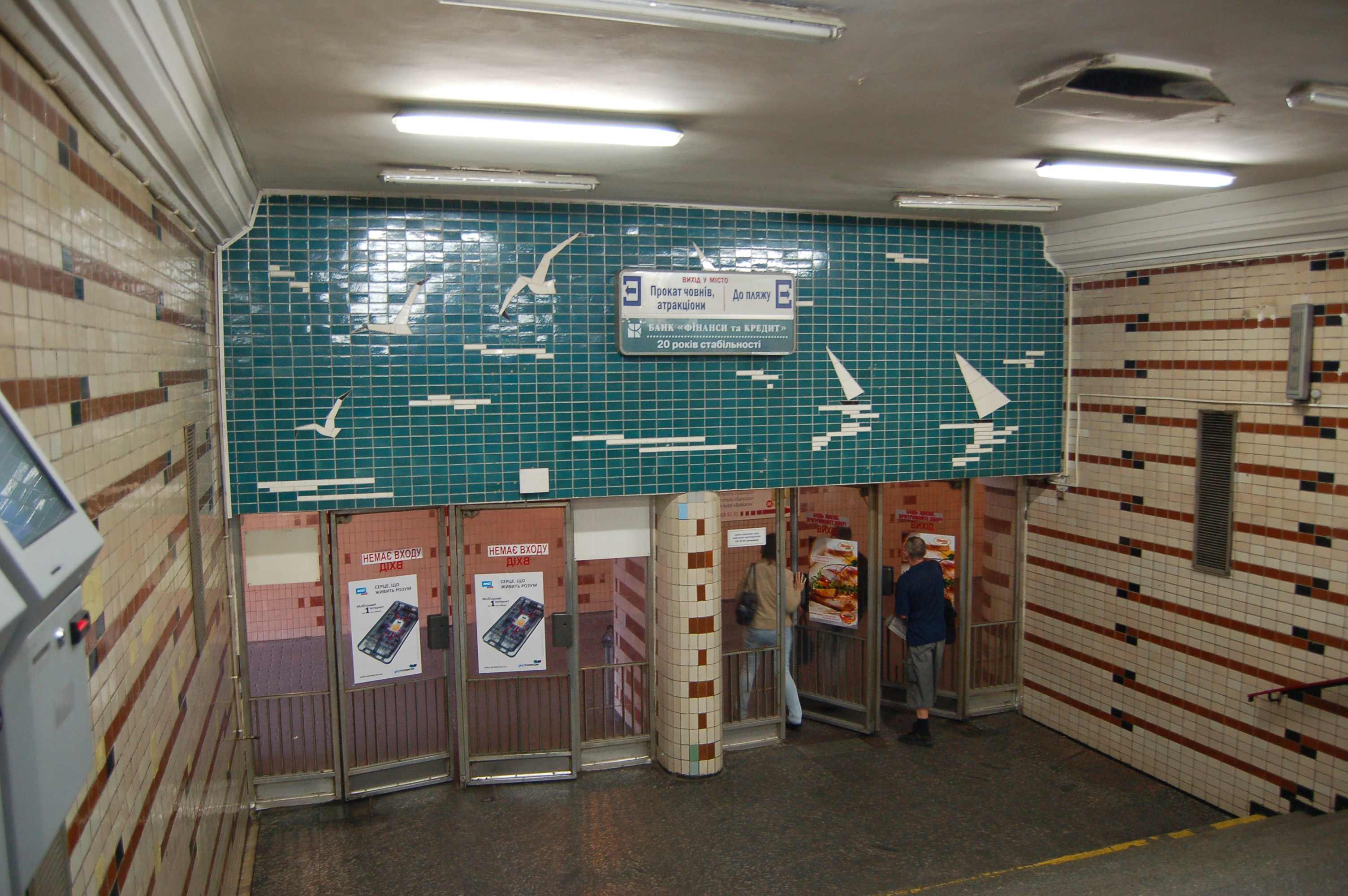
Интерьер западного вестибюля
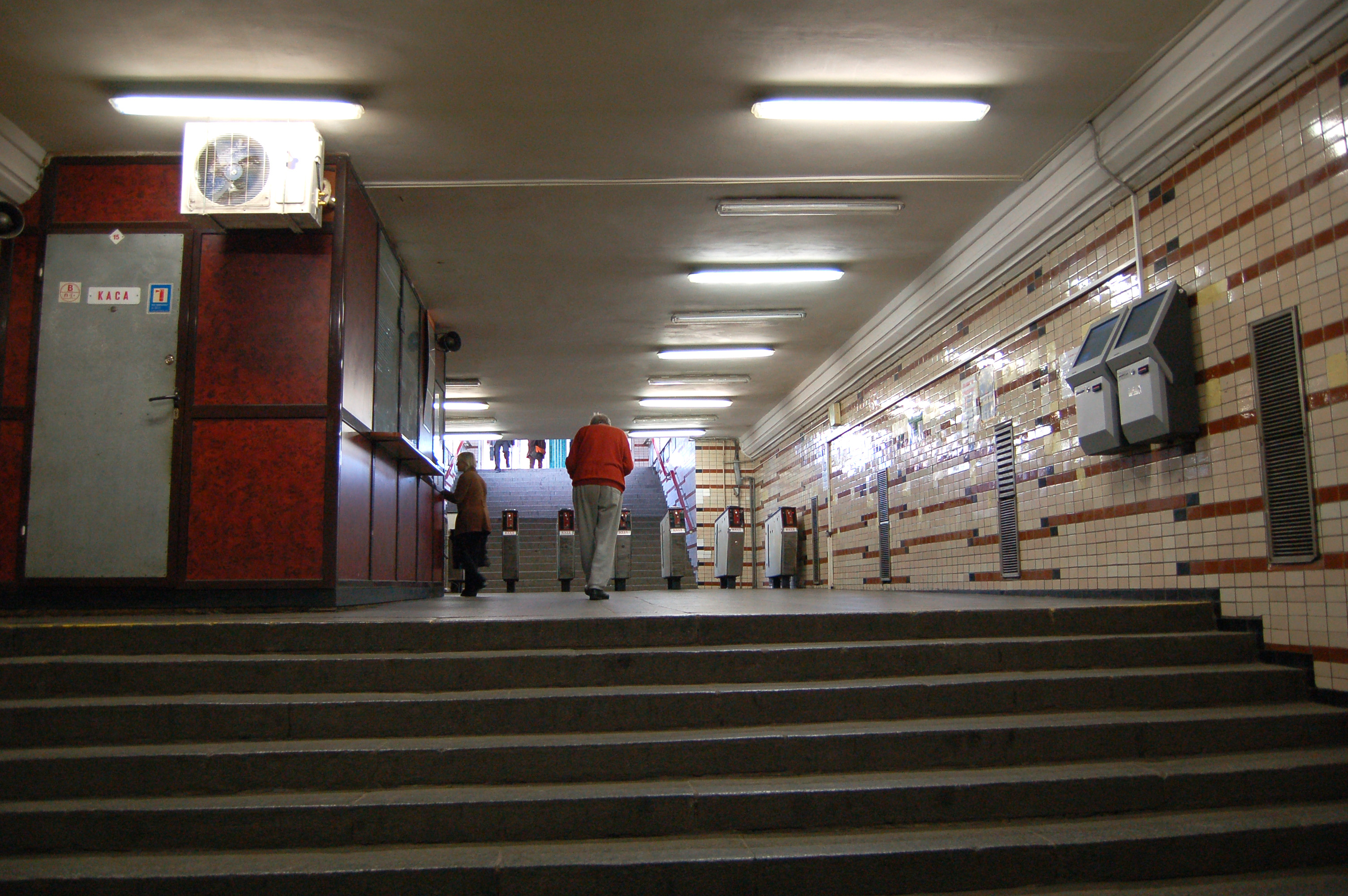
Интерьер западного вестибюля
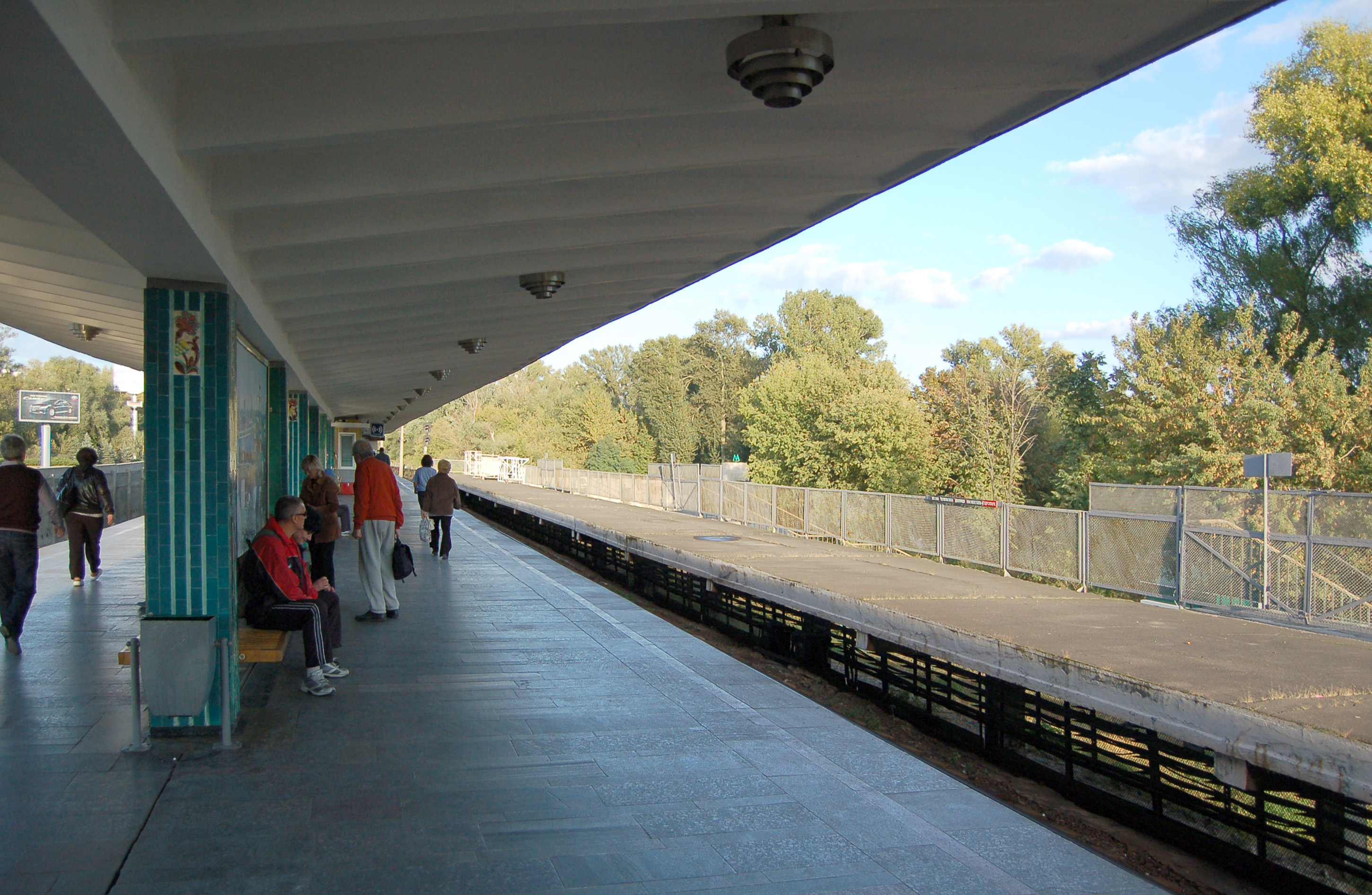
Платформы 1-го пути
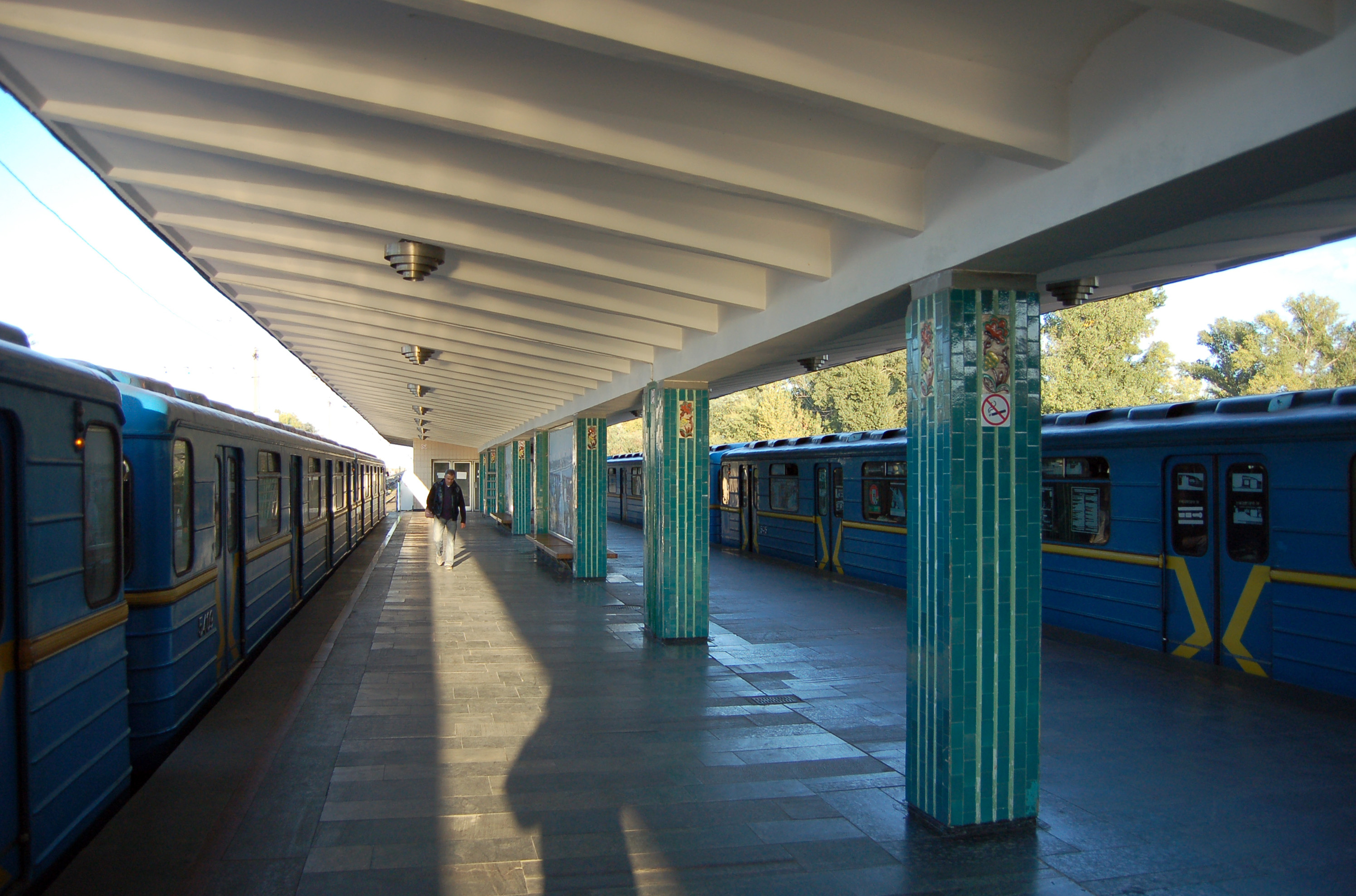
Платформа 2-го пути
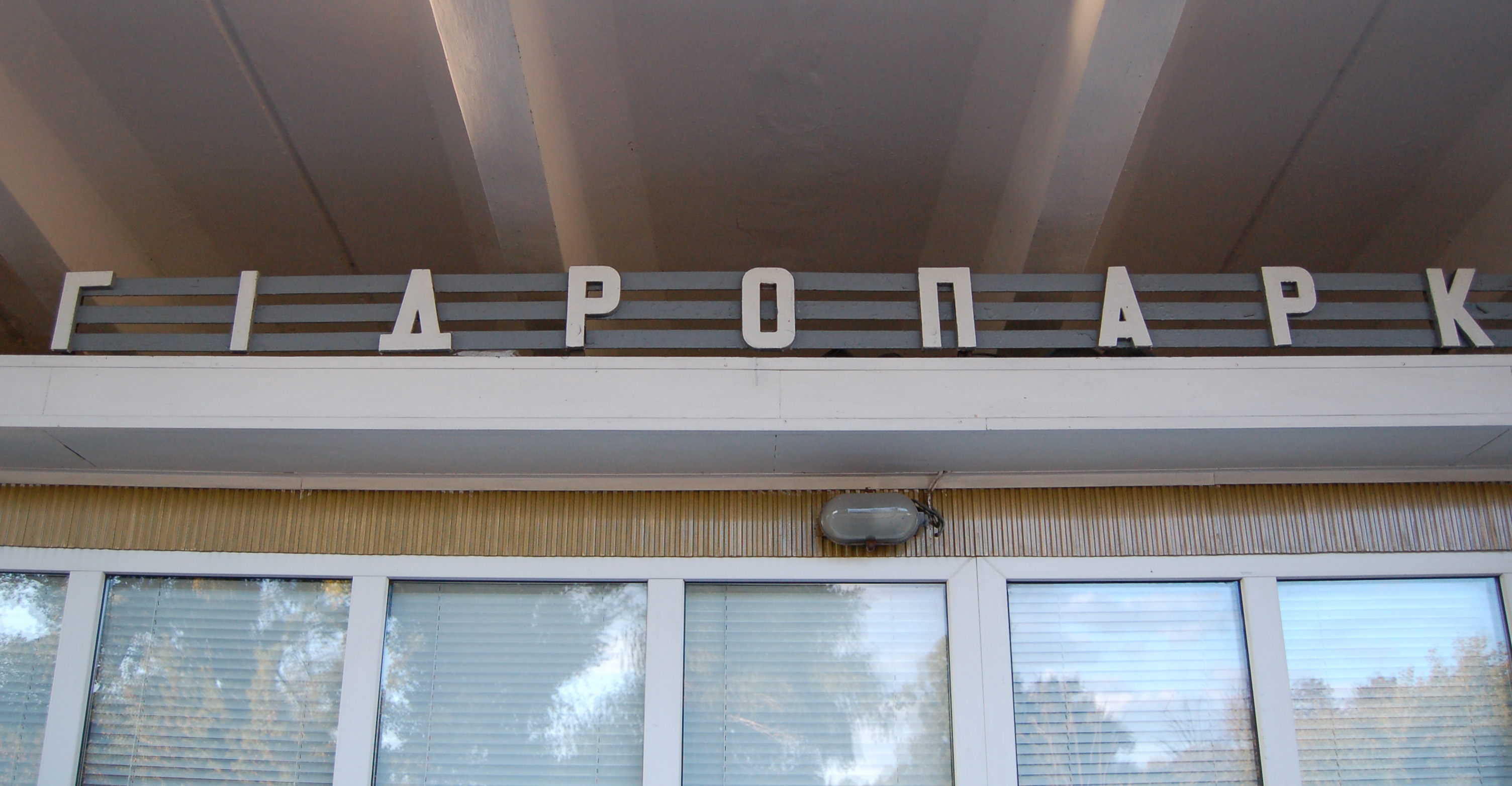
Название станции на крыше служебного помещения на платформе
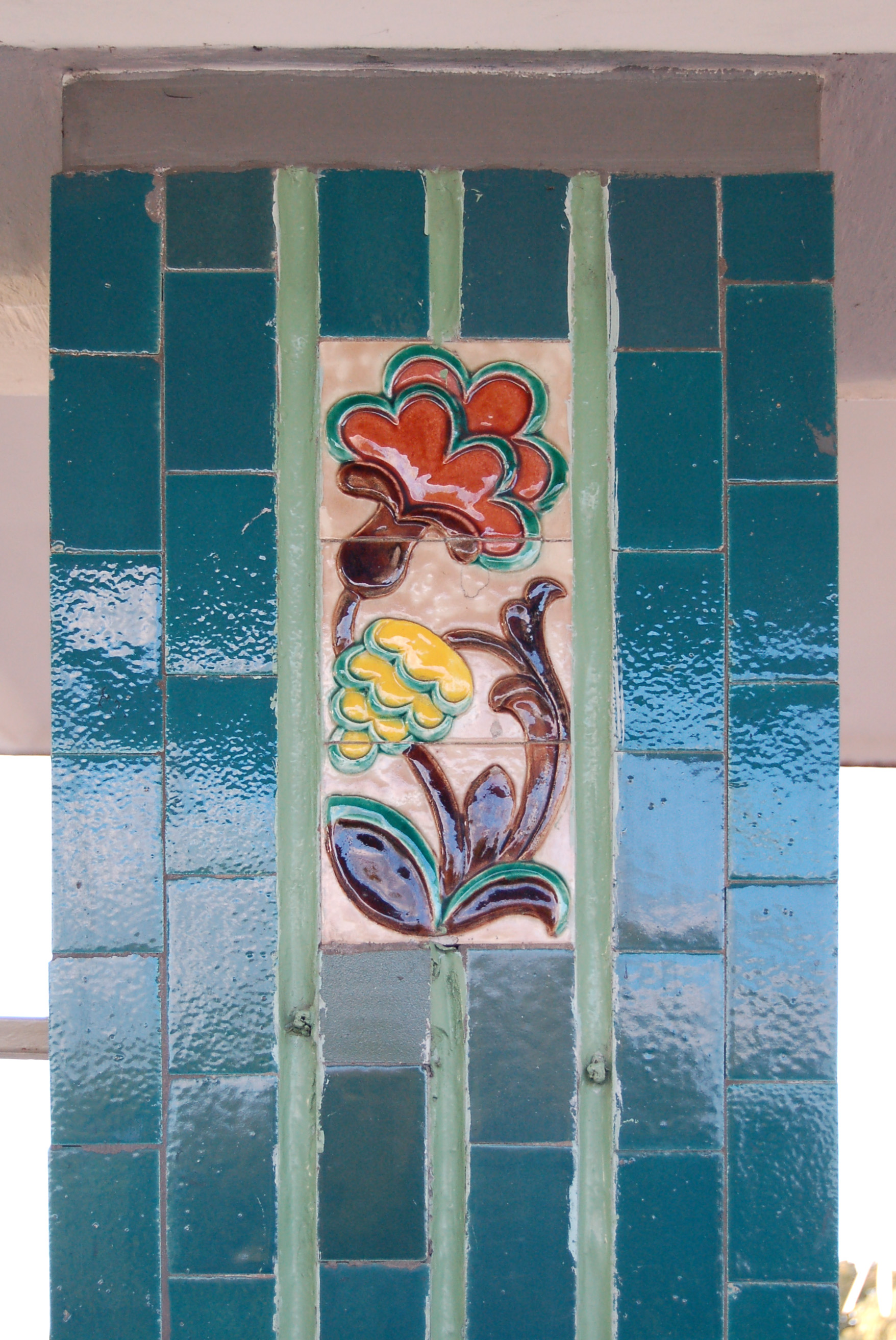
Декор на облицовочной плитке
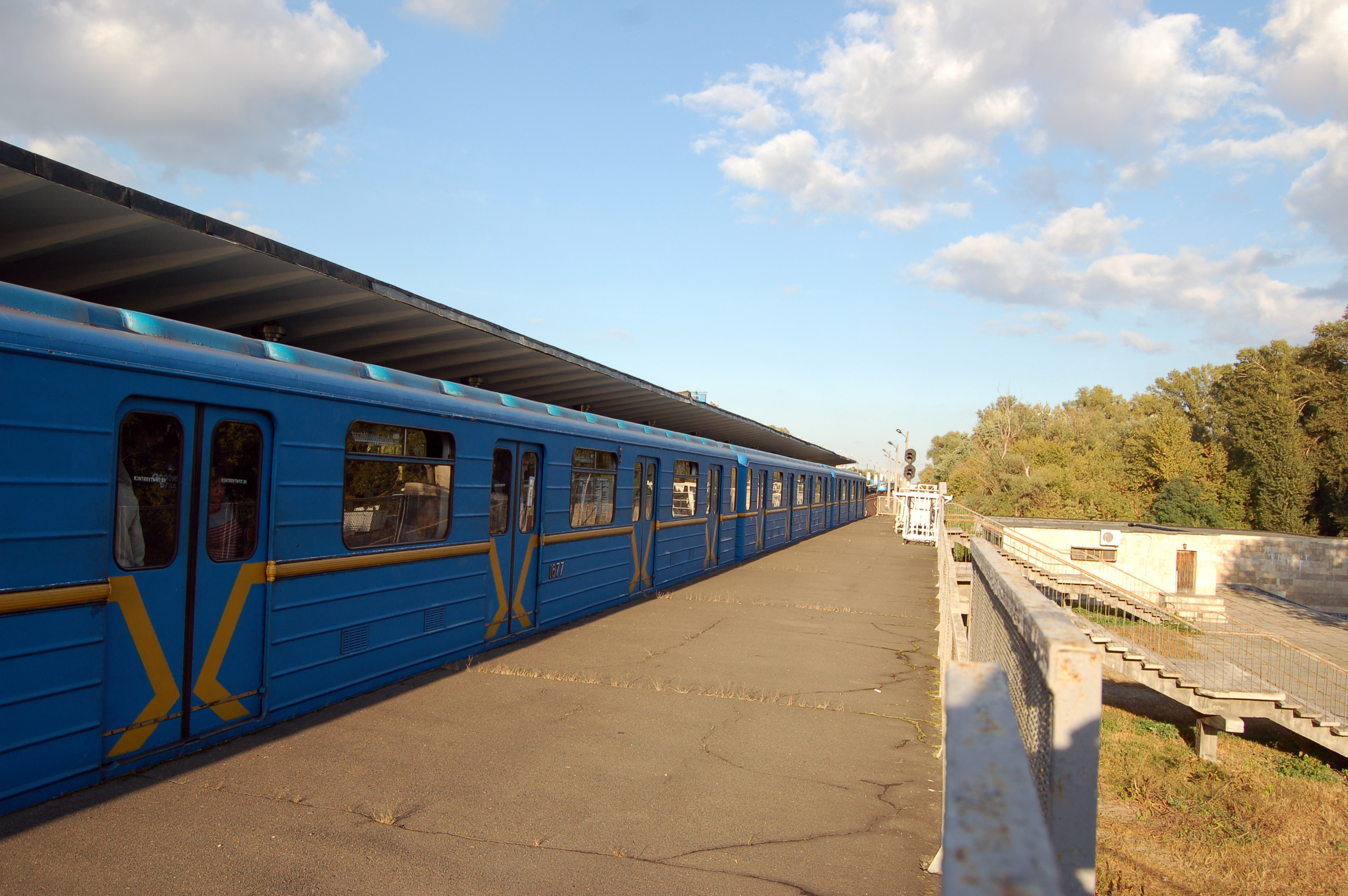
Неработающая южная береговая платформа
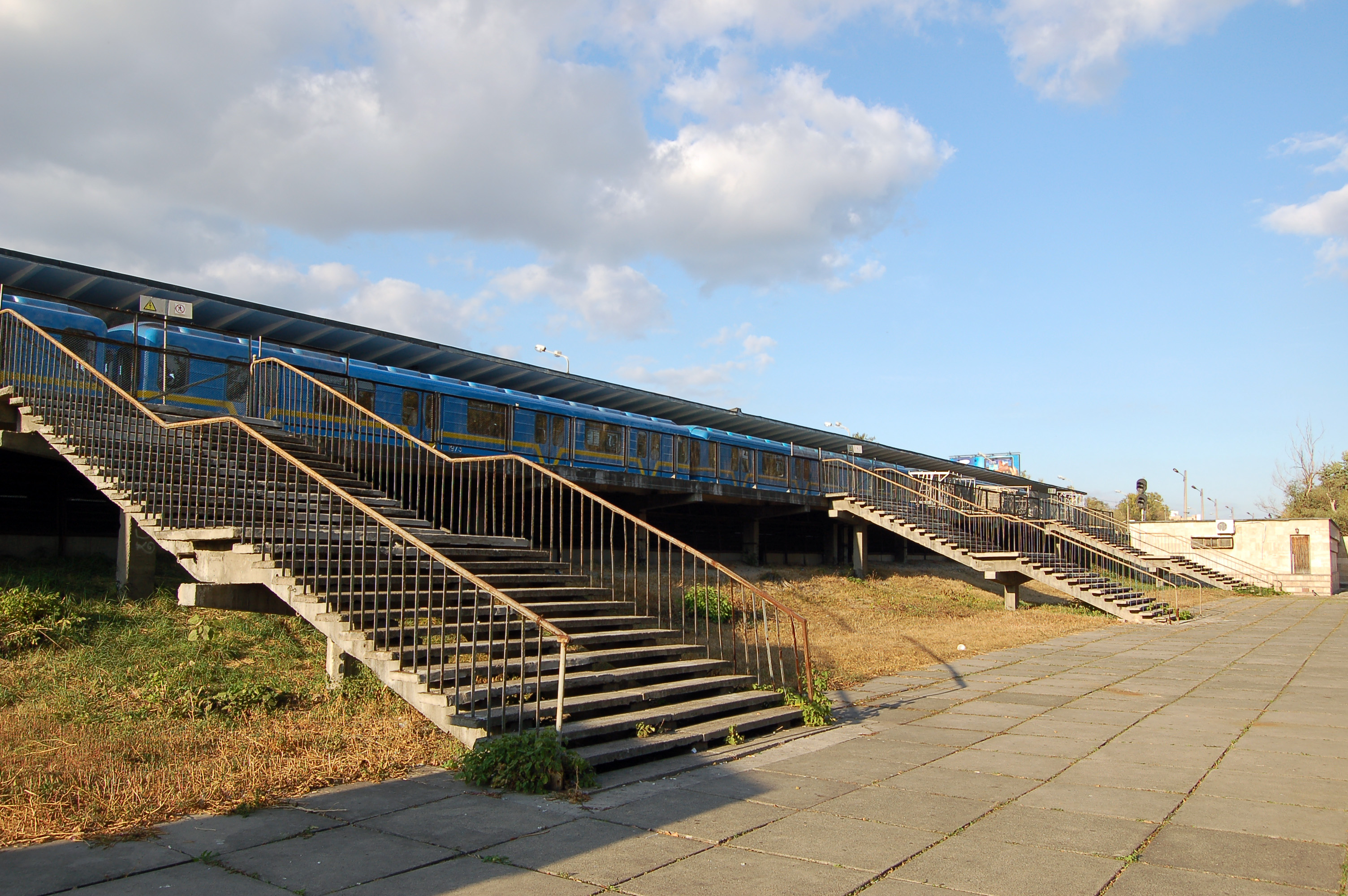
Лестничные марши к береговой платформе
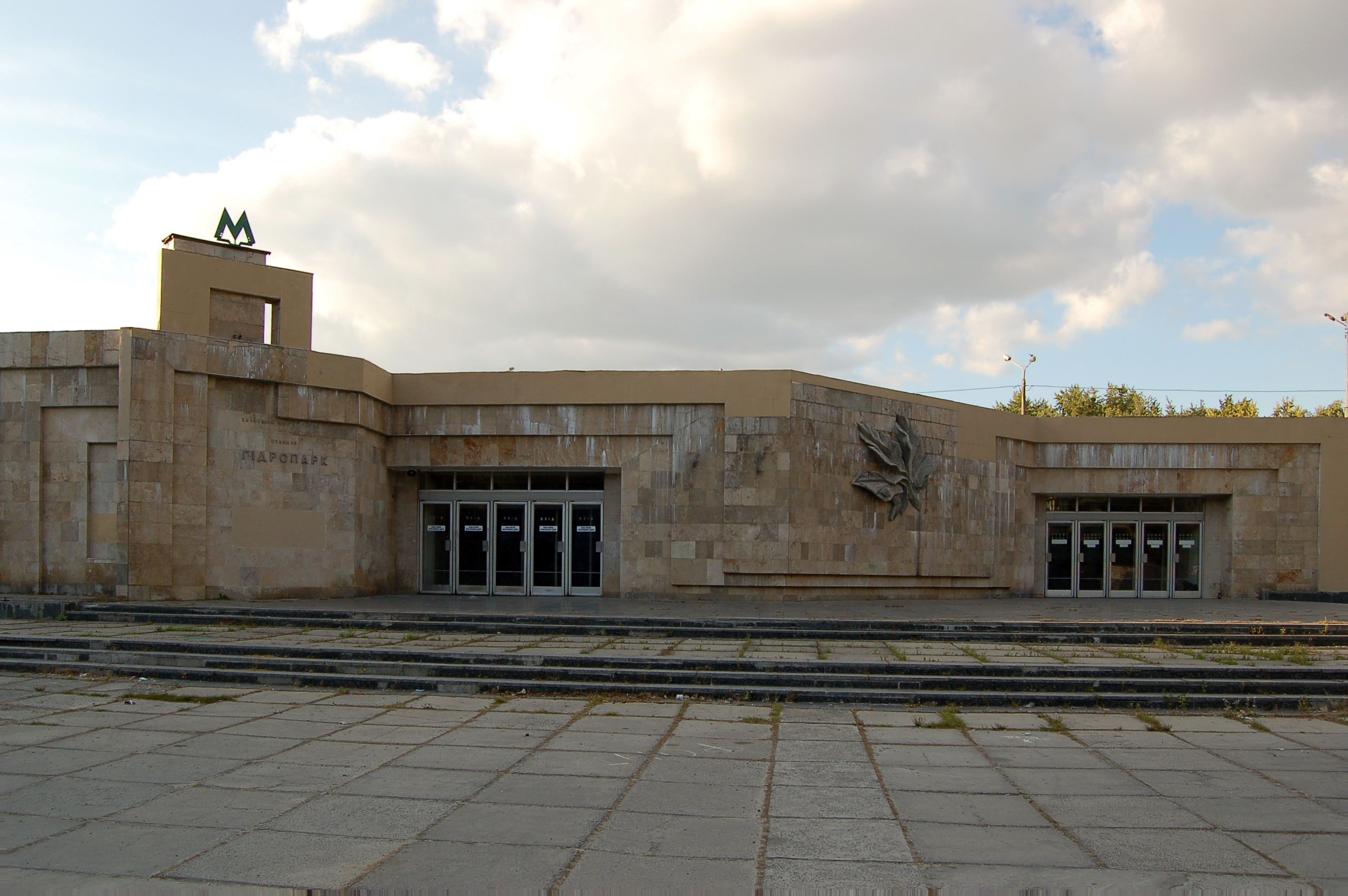
Юго-восточный вестибюль
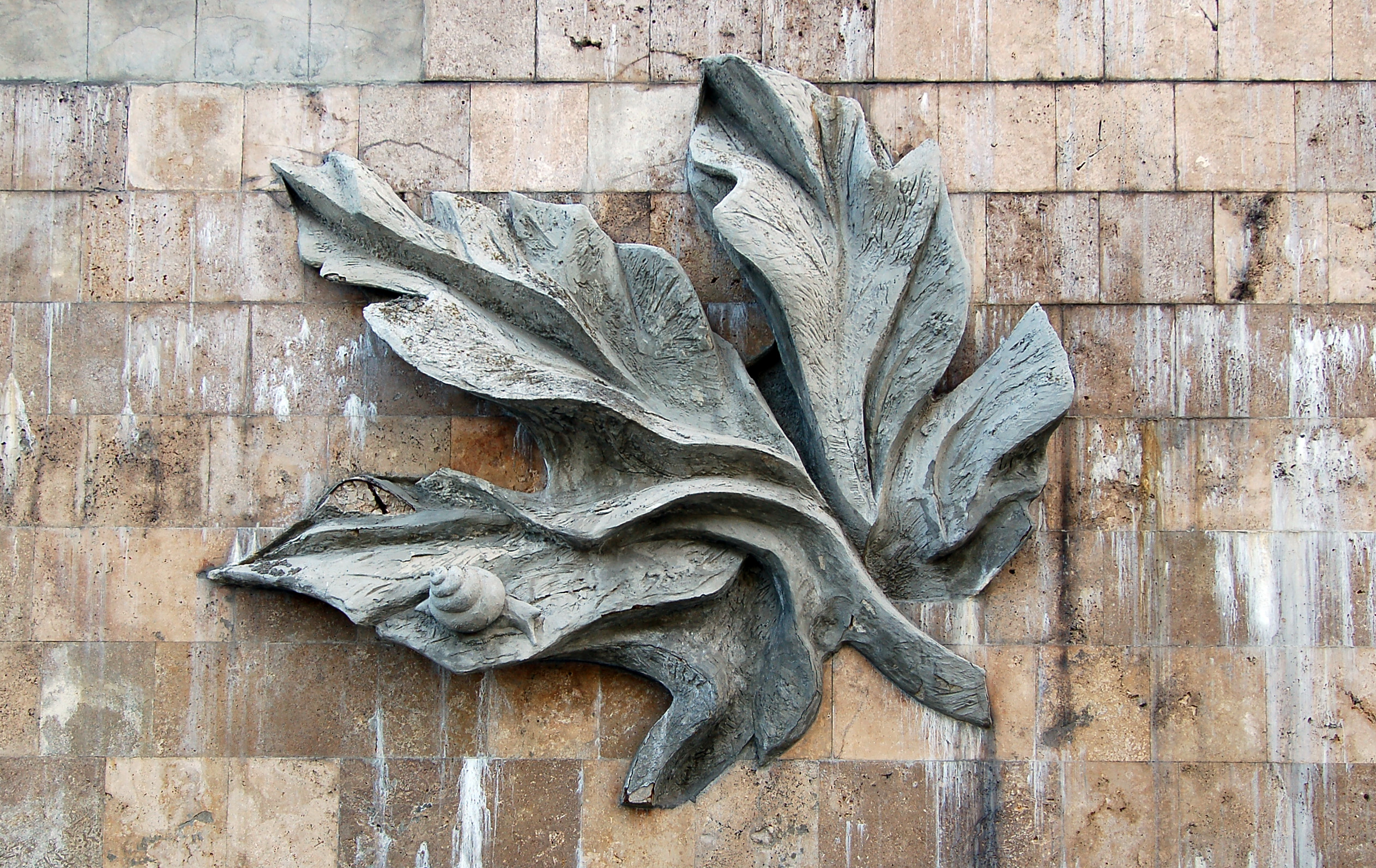
Скульптурная композиция на фасаде юго-восточного вестибюля
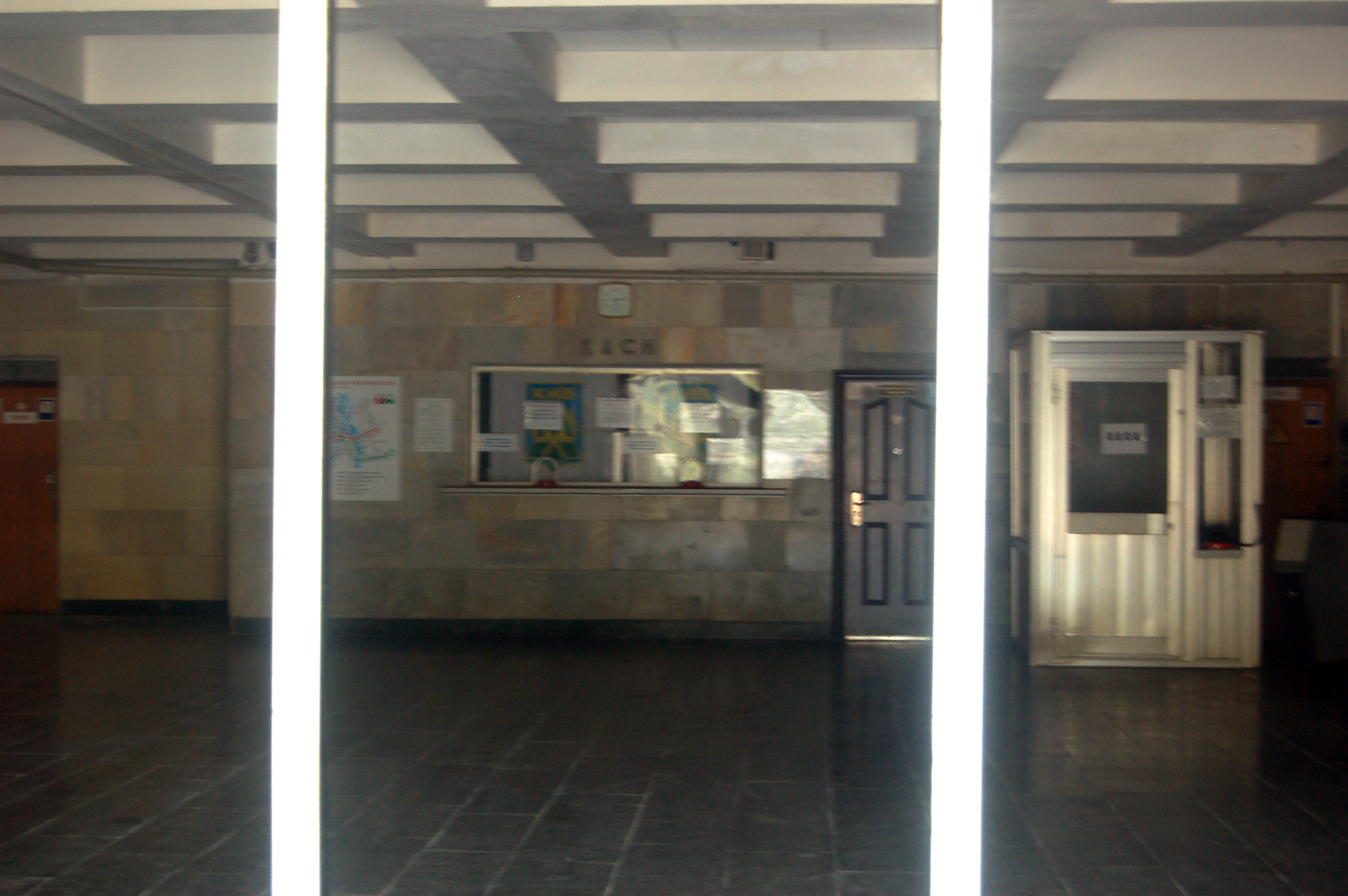
Интерьер юго-восточного вестибюля
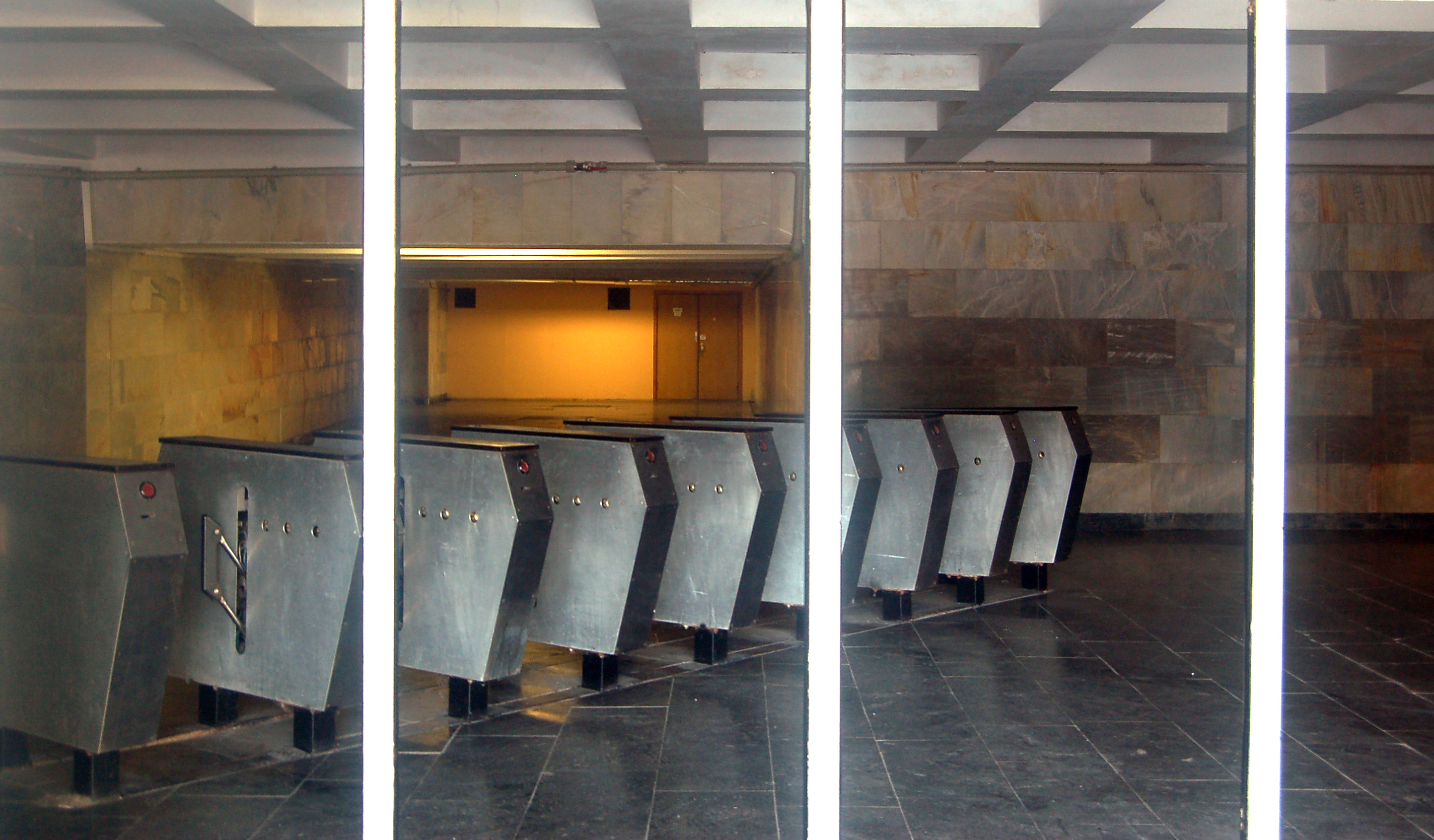
Интерьер юго-восточного вестибюля, выходные турникеты
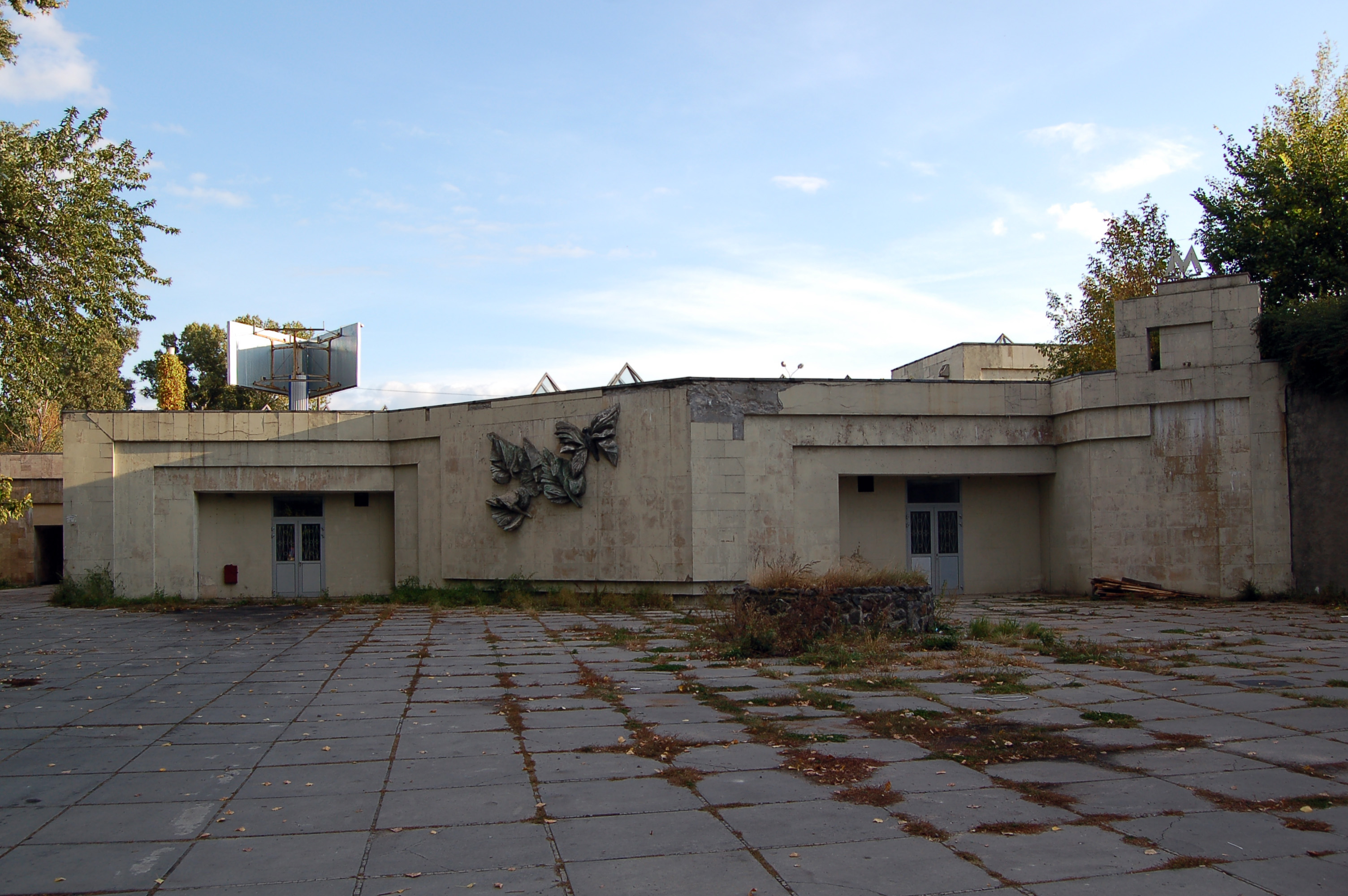
Северо-восточный вестибюль
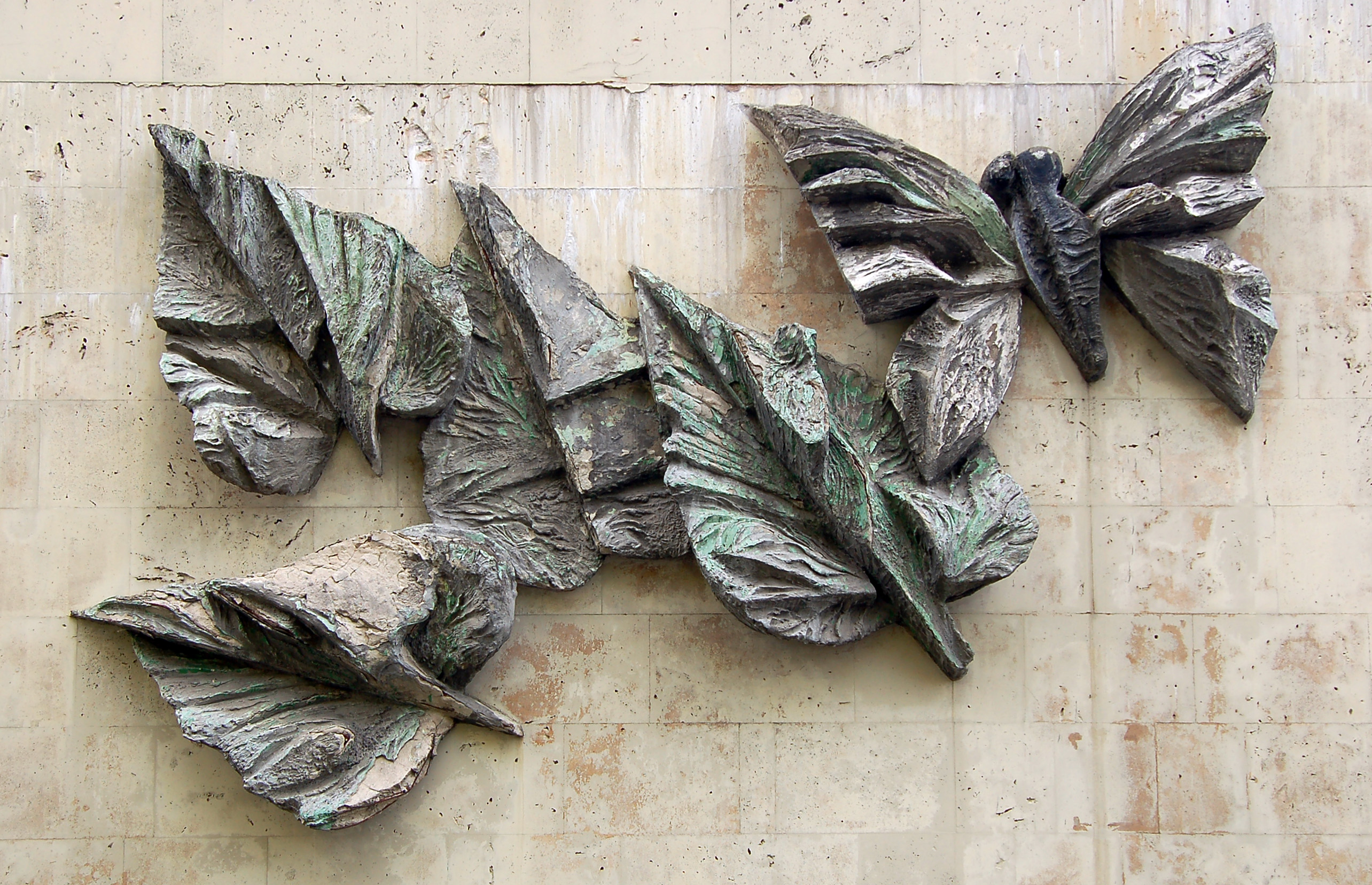
Скульптурная композиция на фасаде северо-восточного вестибюля
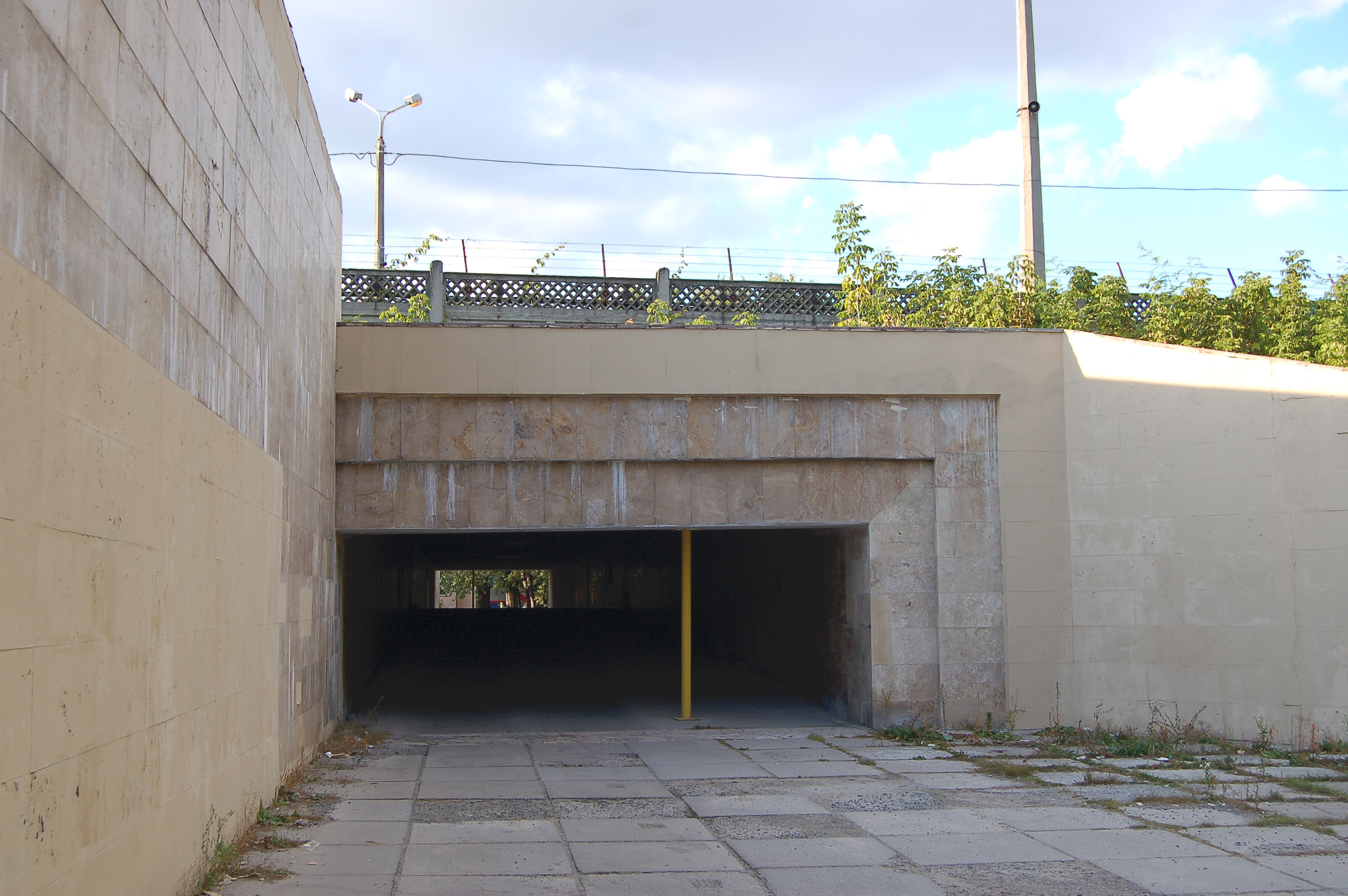
Пешеходный тоннель под Броварским проспектом около юго-восточного вестибюля
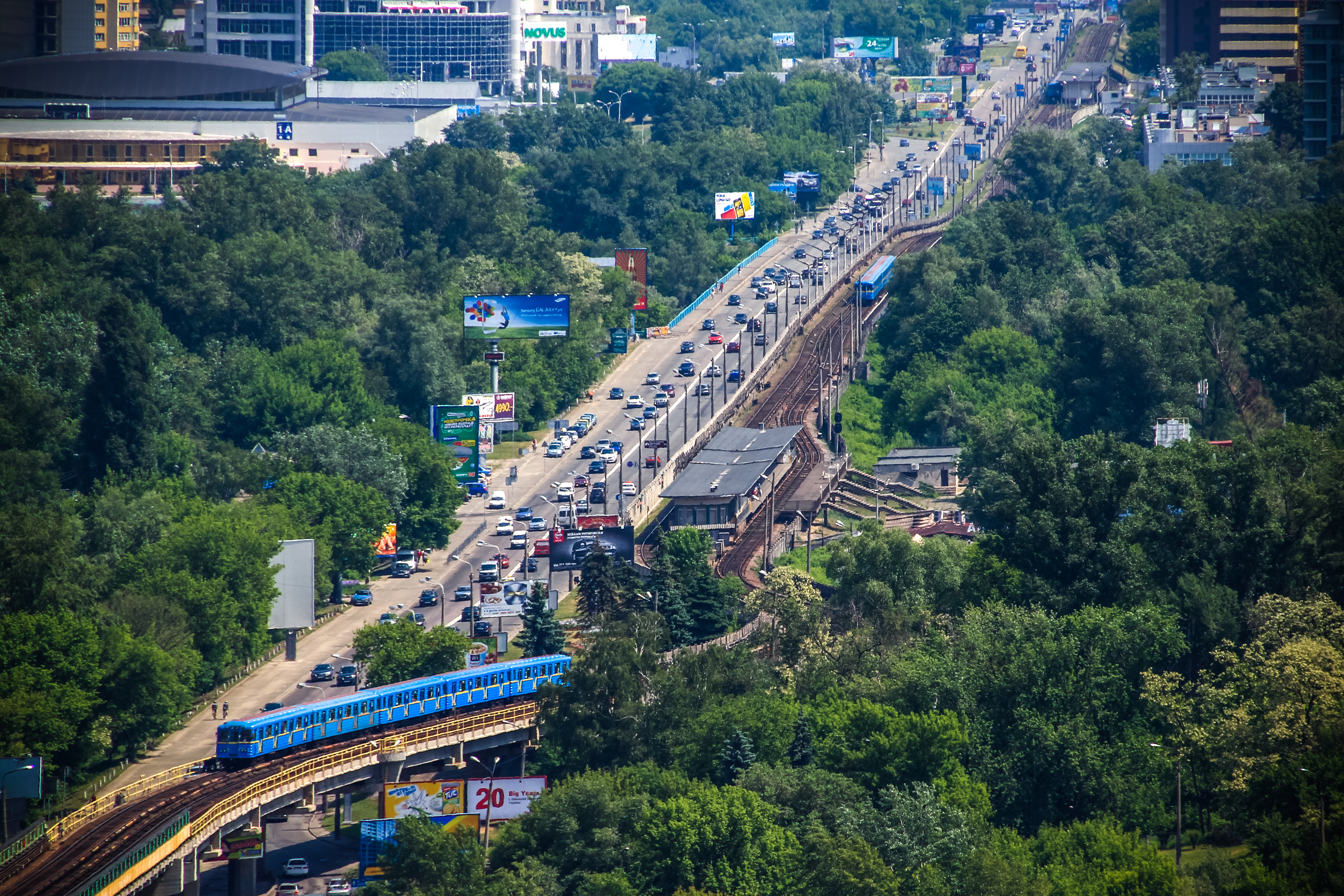
Вид на станцию с правого берега Днепра
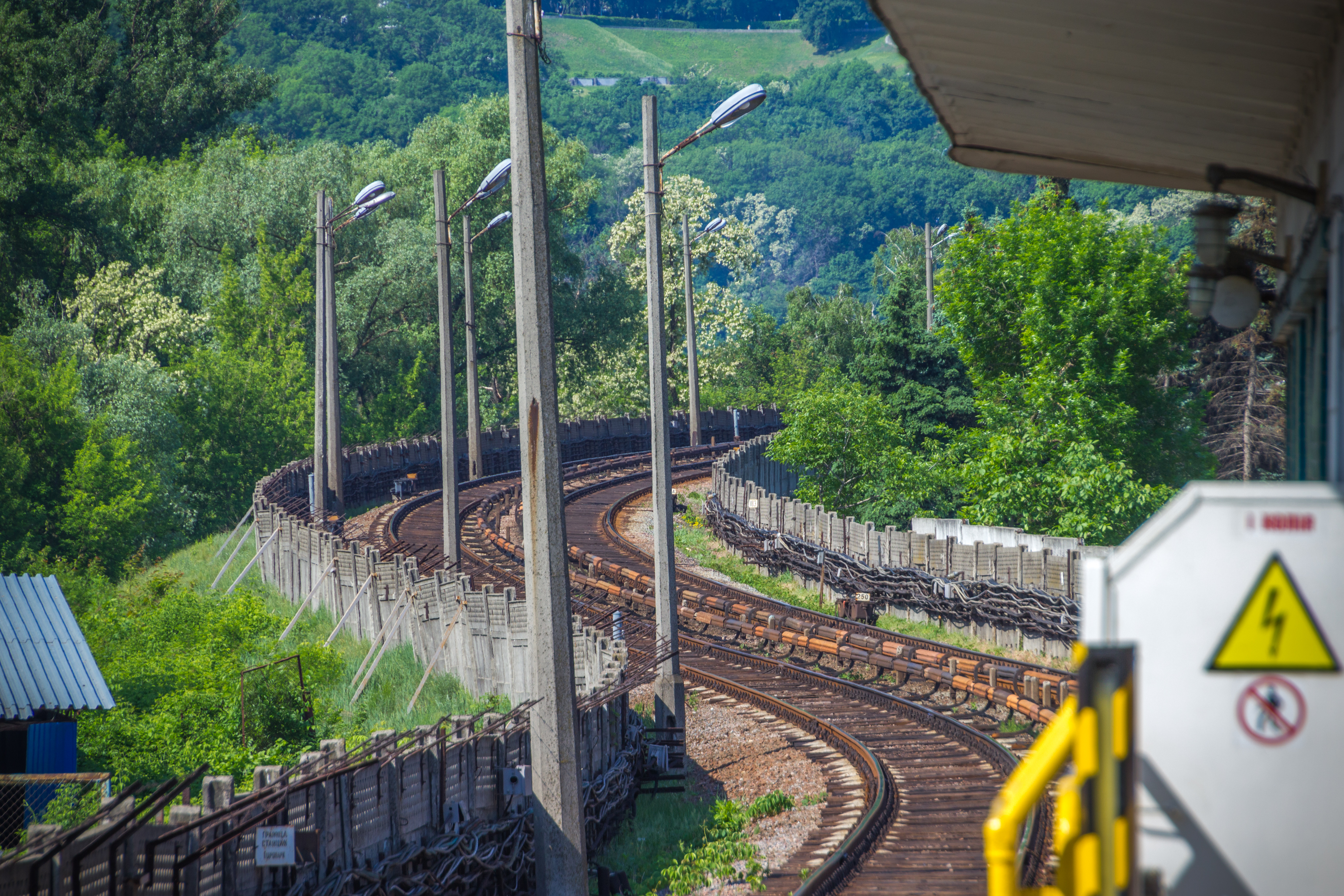
Пути в сторону станции «Днепр»